# Арден Чо
Арден Чо (на английски: Arden Cho) е американска актриса, певица и модел, известна с ролята си като Кира Юкимура в „Младият върколак“.

## Биография
Арден е родена в Амарило, Тексас, но прекарва детството си в Далас, а по-късно, в тийнейджърските си години, живее с по-малкия си брат в Минесота. Като дете е била обект на подигравки и е била в болница два пъти за наранявания след като е била нападната.
През 2004 г. Чо печели „Мис Корея Чикаго“, което ѝ дава възможност да вземе участие в „Мис Корея“ в Северна Корея. След като се дипломира през 2007 г., тя прекарва лятото на същата година в Кения на двумесечно пътуване. След завръщането си, решава да се премести в Лос Анджелис, където работи временна работа, докато се опитва да пробие в актьорското майсторство.

### Филмова кариера
Арден участва във филми в САЩ и Азия.
Най-известна е с ролята си в „Младият върколак“, където играе Кира Юкимура. Участва и в сериали като „Малки сладки лъжкини“ и поредица от филми.
През април 2016 г., обявява чрез своя Youtube канал, че няма да участва в шести сезон на „Младият върколак“.

### Музикална кариера
На 22 февруари 2011 г., Чо издава първата си песен „I'm Just A Girl“ (Аз съм просто момиче), като тя е композиторът и солистът в песента.